# Prus I
Prus I (ook: Półtora Krzyża, Słubica, Turzyna, Wagi, Wiskałła, Wiskawa, Wiszczała) was een Poolse heraldische clan (ród herbowy) van middeleeuws Polen en later het Pools-Litouwse Gemenebest. De eerste schriftelijke vermelding van de clan stamt uit 1389. Het zegel van bisschop Tomasz Strzępiński uit 1456 is het oudste zegel met het Prus-wapen. Vermoedelijk vindt de clan zijn oorsprong in Pruisiche adellijke kolonisten naar Krakau. De Poolse schrijver Aleksander Głowacki heeft de clannaam van zijn familie gebruikt als pseudoniem.
De historicus Tadeusz Gajl heeft 591 Poolse Prus clanfamilies geïdentificeerd.

## Telgen
De clan bracht de volgende bekende telgen voort:
- Wiśniewski
  - Michał Wiszniewski, filosoof
  - Graaf Tadeusz Wiśniewski, politicus
- Tomasz Strzępiński, bisschop
- Stanislaus Szczepanowski, bisschop
- Bolesław Prus, schrijver en journalist
- Eligiusz Niewiadomski, schilder
- Henryk Przeździecki, bisschop
- Gunther Prus, bisschop
- Julius Budwilowitz , schrijver

## Variaties op het wapen van Prus I

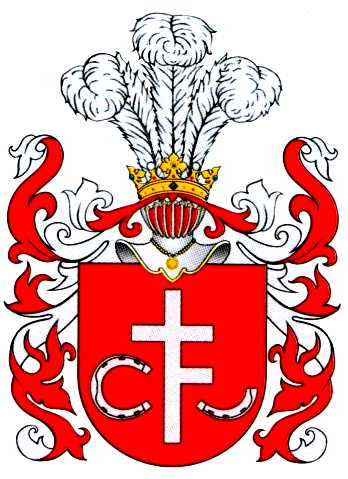
Wapen van Niewiadomski
Wapen van Andrzejowski

## Galerij

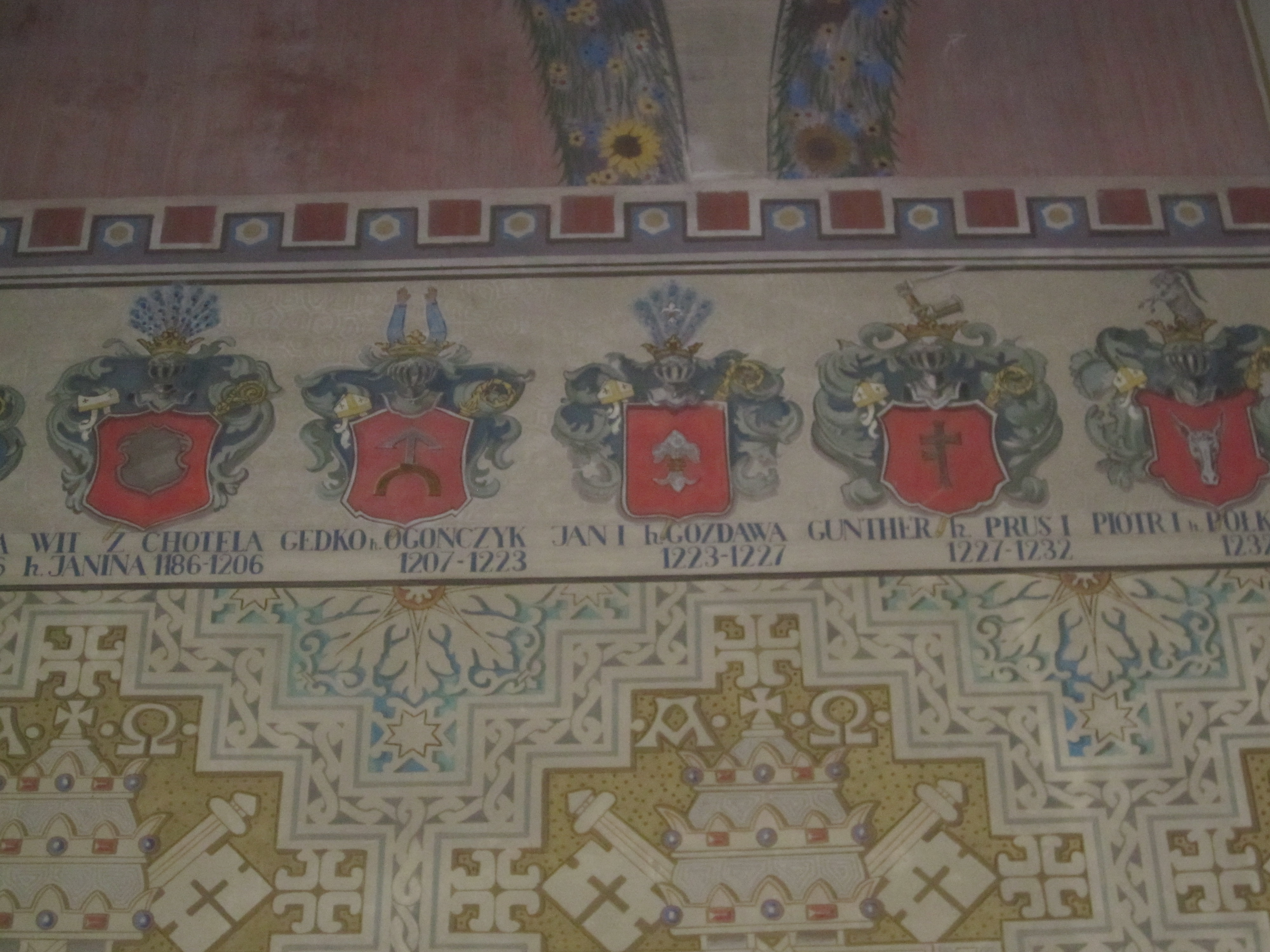
Het wapen Prus I in de Kathedrale basiliek Maria-Tenhemelopneming